# Gusztáv viccel
A Gusztáv viccel a Gusztáv című rajzfilmsorozat harmadik évadának tizennyolcadik epizódja.

## Rövid tartalom
A más kárán mulatóknak rendszerint elpárolog a humorérzékük, ha rajtuk csattan az ostor.

## Alkotók
- Rendezte: Dargay Attila
- Írta: Dargay Attila, Jankovics Marcell, Nepp József
- Zenéjét szerezte: Gyulai Gaál János
- Operatőr: Henrik Irén
- Hangmérnök: Horváth Domonkos
- Vágó: Czipauer János
- Tervező: Koltai Jenő
- Háttér: Szálas Gabriella
- Rajzolták: Szemenyei Mária, Peres Júlia
- Színes technika: Boros Magda, Dobrányi Géza
- Gyártásvezető: Bártfai Miklós

Készítette a Pannónia Filmstúdió.